# Do You Love Me
«Do You Love Me» es un sencillo de 1962 grabado por The Contours para el sello Gordy Records de Motown. La canción fue escrita y producida por el CEO de Motown, Berry Gordy, Jr.
«Do You Love Me» fue el único Top 40 single de The Contours en la lista de éxitos estadounidense Billboard Hot 100. Cabe destacar que esto se logró dos veces, una en 1962 y otra vez en 1988. Una parte fundamental de la canción es nombrar los estilos de baile Mashed Potato, The Twist, y una variación del título "I like it like that", como "You like it like this", y muchas otras danzas de moda de los años sesenta. 
La canción es conocida por la recitación hablada que se escucha en la introducción, que dice:

"You broke my heart / 'Cause I couldn't dance / You didn't even want me around / And now I'm back / To let you know / I can really shake 'em down."
"Me rompiste el corazón / Porque no podía bailar / Ni siquiera me querías cerca / Y ahora estoy de vuelta / Para avisarte / Que realmente puedo sacudirlos ".

La canción tiene un final falso, que consiste en que un momento antes del final, la música se reduce para luego continuar inesperadamente.

## Lanzamiento original
Berry Gordy escribió «Do You Love Me» con la intención de que The Temptations, que todavía no habían obtenido un Top 40 de éxitos en su nombre, lo grabasen. Sin embargo, cuando Gordy quería ubicar al grupo y grabar la canción, no pudo encontrarlos (The Temptations no se habían dado cuenta de las intenciones de Gordy y habían abandonado el estudio de grabación Hitsville USA de la Motown para una exhibición local de música góspel en Detroit). 
Después de pasar un tiempo buscando a The Temptations, Gordy se topó con The Contours (Billy Gordon, Hubert Johnson, Billy Hoggs, Joe Billingslea, Sylvester Potts y el guitarrista Hugh Davis) en el pasillo. Queriendo grabar y lanzar «Do You Love Me» lo antes posible, Gordy decidió dejar que grabaran este "éxito seguro" en lugar de The Temptations. The Contours, que corrían peligro de ser expulsados de la discográfica por bajo rendimiento luego de que sus dos primeros sencillos («Whole Lotta 'Woman» y «The Stretch») no aparezcan en las listas de éxitos musicales, estaban tan contentos con la oferta de Gordy que inmediatamente comenzaron a abrazarlo y darle las gracias.  
«Do You Love Me», el quinto lanzamiento de Gordy Records, se convirtió en una canción de baile notablemente exitosa, construido alrededor de las vocales gritonas de Gordon. Vendiendo más de un millón de copias, «Do You Love Me» alcanzó el puesto número tres en el Billboard Hot 100 durante tres semanas a partir del 20 de octubre de 1962 y fue el número uno en la lista Billboard R&B Singles. También se lanzó un álbum con el sencillo Do You Love Me (Now That I Can Dance). Ninguno de los futuros sencillos de The Contours estuvo a la altura del éxito de «Do You Love Me», aunque su éxito le valió al grupo una posición destacada en la primera gira de Motor Town Revue de Motown.

## Legado
Según el periodista musical Kingsley Abbott, «Do You Love Me» es una canción representativa del talento de Gordy como músico, productor, arreglista y compositor: "El resultado no es solo el rock and roll clásico, sino un homenaje a su estatura como el mayor talento detrás del escenario. En la historia del rock". Gordy vio la canción como un ejemplo de la superposición musical entre rhythm and blues, pop y rock and roll, y le dijo a Billboard en 1963: "Se grabó R&B, pero cuando alcanzó la marca del medio millón, fue considerado pop. Y si no lo hubiéramos grabado con un artista negro, se habría considerado rock and roll".

## Versiones
Como muchas canciones estadounidenses de R&B de la década de 1960, «Do You Love Me» fue versionada por una serie de grupos de la invasión británica. Tres grupos británicos que grabaron sus propias versiones de la canción fueron Brian Poole and The Tremeloes (que alcanzaron el número uno en la lista de singles del Reino Unido después de aprender de los Flamingos de Faron en Liverpool), Dave Clark Five y The Hollies en su álbum de 1964 Stay with the Hollies. 
- La canción también ha sido versionada por The Sonics, The Kingsmen, Paul Revere & the Raiders, y Johnny Thunders and the Heartbreakers.
- En 1965, Bob Marley & The Wailers grabaron la canción «Playboy», que incorpora el coro de «Do You Love Me».
- La canción fue versionada por la banda inglesa de glam rock Mud para su álbum Mud Rock (1974).
- La canción fue uno de los aspectos más destacados del set en vivo de The Blues Brothers.
- Bruce Springsteen  con frecuencia terminaba sus shows a mediados de los 80 con la canción, como parte de un medley con «Twist and Shout».
- Alvin y las Ardillas versionaron la canción para su álbum de 1988, The Chipmunks and The Chipettes: Born to Rock.
- La banda indie Steadman tiene una conocida versión de la canción, interpretada al estilo de los Dave Clark Five.
- Andy Fraser versionó la canción al estilo de la década de 1980 en 1984.
- Westlife realizó una versión en vivo para su The Greatest Hits Tour en 2003.
- El grupo alemán de chicas Preluders versionó la canción para su álbum de versiones Prelude to History en 2004.
- En noviembre de 2013, The Overtones versionaron la canción en su álbum Saturday Night at the Movies.
- En 2017, Colt Prattes, Nicole Scherzinger y J. Quinton Johnson versionaron la canción para el remake de la película de ABC Dirty Dancing 2017.
- En 2018, Ian Gillan y los Javelins grabaron una versión como el primer sencillo de su álbum homónimo de versiones de rock and roll.

## Renacimiento
- «Do You Love Me» aparece en un lugar destacado en la película de 1987 Dirty Dancing, reviviendo la popularidad del disco. Reeditado como sencillo del álbum de la banda sonora de More Dirty Dancing, «Do You Love Me» se convirtió en un éxito por segunda vez, alcanzando el número once en el Billboard Hot 100 en agosto de 1988. The Contours, formado por Joe Billingslea y tres nuevos miembros, se unió a Ronnie Spector y Bill Medley, entre otros, en un 'Dirty Dancing Tour' resultante del éxito de la película.
- La canción también apareció en el episodio "The End" en la temporada 5 de la serie de televisión Supernatural.
- La canción también se convirtió en un vídeo musical en el episodio 90 de Tiny Toon Adventures "Toon TV" (9 de noviembre de 1992).
- David Hasselhoff lo realizó en «Do You Love Me» con Kids Incorporated en 1984 en el episodio 15 de la temporada 1 "School's for Fools". Más tarde lo realizó en Baywatch en la temporada 2 episodio 12 "Reunión" (27 de enero de 1992).
- A finales de 2020 la empresa estadounidense de ingeniería y robótica Boston Dinamycs, publicó un vídeo en el cual se aprecia a sus robots bailando al ritmo de «Do You Love Me». La finalidad del vídeo es mostrar los avances de la compañía en el campo de la robótica y la IA.

## Remix
Con el relanzamiento del sencillo en 1988, Motown también lanzó un maxi-single de 12" (Motown 68009) con un remix de baile extendido, con 6:26. El remix también se incluyó en la reedición a finales de 1988 de Motown CD del álbum Do You Love Me (Now That I Can Dance) en Motown 37463-5415-2. Este remix solo aparece en el CD y en los problemas de la cinta de casete, ya que el LP de vinilo del mismo lanzamiento tiene la versión original de 2:54 minutos.

## Banda sonora
Esta canción estaba en la banda sonora de Dirty Dancing (1987), Sleepwalkers (1992) y Getting Even with Dad (1994). Fue presentado en la película de 1979 The Wanderers. La canción también tuvo una aparición en 1993 en la segunda película de Beethoven, donde George Newton (Charles Grodin) baila la canción mientras prepara su desayuno. También apareció en Teen Wolf Too, cantada por Jason Bateman, en 1987. 